# 圣克鲁瓦格朗托讷
圣克鲁瓦格朗托讷（法語：Sainte-Croix-Grand-Tonne，法語發音：[sɛ̃t kʁwa ɡʁɑ̃ tɔn] ⓘ）是法国卡尔瓦多斯省的一个旧市镇，属于卡昂区。2017年，圣克鲁瓦格朗托讷与临近的5个市镇合并为新市镇蒂和米。

## 地理
圣克鲁瓦格朗托讷（49°13'54"N, 0°33'48"W）面积5.26 平方千米，位于法国诺曼底大区卡爾瓦多斯省，该省份为法国西北部沿海省份，北濒大西洋英吉利海峡，东北与滨海塞纳省以海上边界相接，东临厄尔省，南至奧恩省，西与芒什省接壤。
与圣克鲁瓦格朗托讷接壤的市镇（或旧市镇、城区）包括：布雷特维尔-洛格约斯、库隆、屈利、卢塞勒、贝桑地区皮托、贝桑地区塞克维尔、罗镇。
圣克鲁瓦格朗托讷的时区为UTC+01:00、UTC+02:00（夏令时）。

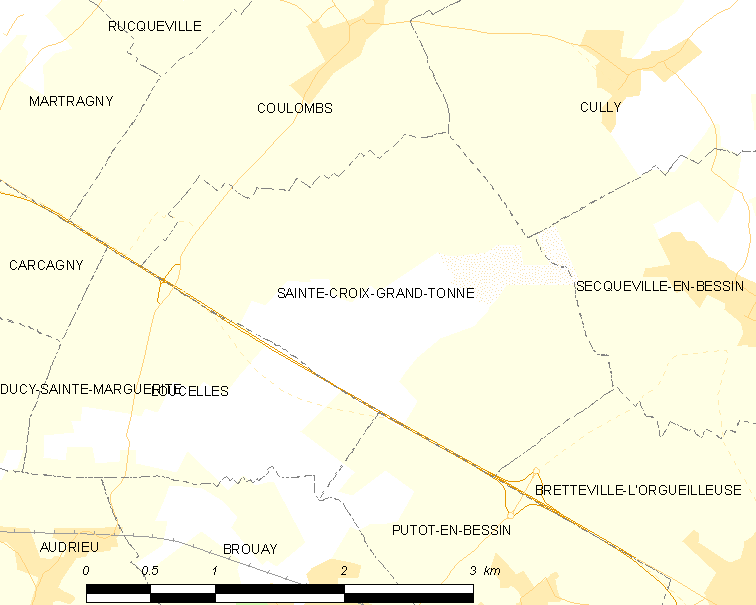
圣克鲁瓦格朗托讷的OSM定位图

## 行政
圣克鲁瓦格朗托讷的邮政编码为14740，INSEE市镇编码为14568。

## 政治
圣克鲁瓦格朗托讷所属的省级选区为蒂和米县。

## 人口

1962-2008年间圣克鲁瓦格朗托讷人口变化图示

圣克鲁瓦格朗托讷于2018年1月1日时的人口数量为322人。